# Júlia Cornélia Paula
Júlia Cornélia Paula ou apenas Júlia Paula foi uma imperatriz-consorte romana, primeira esposa do imperador Heliogábalo. 

## História
Paula era uma nobre de origem província da família Cornélia. Nada se sabe sobre seus ancestrais, exceto que seu pai, Júlio Cornélio Paulo, era um prefeito pretoriano em Roma. Ela era bem educada e era considerada encantadora.
Em 219, Júlia Mesa (a irmã mais velha de Júlia Domna) arrumou para que Júlia Paula se casasse com seu neto, o novo imperador romano Heliogábalo. A cerimônia, realizada na capital imperial, foi muito luxuosa e Paula recebeu o título de augusta em seguida.
No início de 220, Heliogábalo se divorciou dela para casar com Aquília Severa, uma virgem vestal, o que foi considerado um escândalo. O casamento foi visto como parte do plano do imperador de integrar o deus sol sírio Heliogábalo, de quem era devoto, à religião romana.
Após o divórcio, Paula perdeu seu título, se retirou da vida pública e desapareceu do registro histórico.